# Charles Sanders Peirce
Pour les articles homonymes, voir Sanders et Peirce.
Charles Sanders Peirce (Philosophe américain) (prononcé en anglais : /pɜ:rs/), né le 10 septembre 1839 à Cambridge dans le Massachusetts et mort le 19 avril 1914 à Milford en Pennsylvanie, est un sémiologue et philosophe américain. Il est considéré comme le fondateur du courant pragmatiste, avec William James, et, avec Ferdinand de Saussure, comme l'un des deux pères de la sémiologie (ou sémiotique) moderne, ainsi qu'un des plus grands logiciens de la fin du XIXe siècle. Il est considéré comme un novateur dans de nombreux domaines, en particulier dans la façon de concevoir les méthodes d'enquête et de recherche, ainsi que dans la philosophie des sciences. William James, qui a introduit le pragmatisme en philosophie (Philosophical Conceptions and Practical Results, 1898), attribue à Peirce l'origine du terme. Toutefois, contrairement à d'autres pragmatistes comme James ou John Dewey, Peirce conçoit le pragmatisme comme une méthode scientifique employée dans l'élaboration d'idées ou de problèmes philosophiques.

## Biographie

### Vie
Charles Sanders Peirce est né à Cambridge (Massachusetts) en 1839. Il est le fils de Sarah et Benjamin Peirce. Son père, professeur de mathématiques à l'université Harvard, est l'un des créateurs du département de mathématiques de cette université et un des fondateurs de l'United States Coast and Geodetic Survey ainsi que de la Smithsonian Institution. Son père est très présent dans l'éducation de Peirce et lui donne une éducation ouverte, axée sur l'investigation de problèmes aptes à susciter son intérêt et sur la vérification des solutions trouvées.
Vers l'âge de 12 ans, il lit un livre de logique de l'évêque Richard Whately et devient fasciné par les problèmes de logique au point de penser les problèmes à travers celle-ci. À seize ans, il étudie Lettres sur l'éducation esthétique de l'homme de Friedrich von Schiller, puis Critique de la raison pure de Kant. Après avoir étudié ce livre pendant trois ans, il conclut que l'ouvrage est vicié par une « logique puérile ».
Peirce souffre depuis son adolescence de troubles nerveux qui de nos jours pourraient être diagnostiqués en tant que névralgie du trijumeau. Selon Joseph Brent, son biographe, lorsqu'il avait une crise, « il était d'abord, presque hébété, puis distant, froid, déprimé, très suspicieux, impatient du plus petit signe de rémission, et sujet à de violentes sautes d'humeur ». C'est une des raisons pour lesquelles il s'est enfermé dans un certain isolement social.

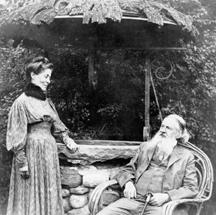
Juliette et Charles chez eux à Arisbe en 1907.

Il obtient son premier diplôme à Harvard en 1859 et ne sait pas exactement ce qu'il va faire, il intègre l'équivalent de la faculté des sciences de Harvard, où il décroche un diplôme de chimie avec mention Summa cum laude (Très bien) en 1863. À compter de 1859, d'abord plus ou moins comme stagiaire, puis, à partir de 1861, comme employé, il travaille à côté de son père à l'US Coast and Geodetic Survey. Là, il travaille en particulier sur les thèmes de déterminations pendulaires et sur la géodésie. Ce travail, qui consistait essentiellement dans des problèmes pratiques et techniques associés à des mesures, joua, selon Robert Burch, un rôle crucial dans le rejet par Peirce du déterminisme scientifique.
En 1872, avec d'autres anciens de Harvard, à savoir William James et Oliver Wendell Holmes (à ne pas confondre avec son fils, le juge Oliver Wendell Holmes Jr.) il forme Le Club métaphysique. Le club aura une durée de vie très courte, environ un an, mais on estime en général qu'il joua un rôle important dans la naissance du courant pragmatiste. De 1879 à 1884, il occupe, en plus de son travail à l'US Coast and Geodesic Survey, un poste d'enseignant en mathématiques à l'Université Johns Hopkins.
Les raisons pour lesquelles il n'a pas été prorogé à ce poste ne sont pas exactement connues. Très souvent on suppose que son second mariage avec une gitane, Juliette Froissy, a pesé dans la décision, d'autant qu'il a vécu un temps maritalement avec elle. Par ailleurs, selon le biographe Joseph Brent, Peirce aurait été victime de l'opposition cachée d'un scientifique majeur de l'époque aux États-Unis et au Canada, Simon Newcomb, qui aurait fait le nécessaire pour l'empêcher d'accéder à une carrière universitaire.
Dans les années 1880, l'indifférence de Peirce aux contraintes bureaucratiques augmente tandis que la qualité de son travail baisse. Il met des années pour écrire un rapport qu'il aurait dû réaliser en quelques mois. Il faut dire que, pendant ce temps, il écrit des milliers d'entrées sur la philosophie, la logique, la science et autres sujets pour l'encyclopédie Century Dictionary. En 1885, un rapport d'enquête sur l'US Coast and Geodesic Survey ne le met pas en cause mais conduit à la démission de plusieurs autres personnes pour mauvais usage des fonds publics. Finalement, en 1891, à la suite de restrictions budgétaires décidées par le Congrès, son emploi est supprimé, ce qui le met dans la gêne financière, même s'il exerce des travaux de traduction et de conseil.
En 1887, Peirce achète avec l'héritage de ses parents une maison qu'il fait rénover et environ 800 ha de terre près de Milford en Pennsylvanie. Les Peirce nomment cette propriété "Arisbe" et ils y vivent le reste de leur vie, mais ne réussissent pas à tirer profit de leurs terres. En difficulté financière depuis la fin de son emploi stable, il ne doit son salut qu'à l'aide de ses amis, notamment William James. Il meurt dans une indifférence quasi générale à Milford, en 1914.

### Reconnaissance tardive
Si actuellement Peirce est reconnu comme un important logicien, sémiologue et philosophe, la reconnaissance fut relativement tardive, ce qui est dû d'une part à son isolement et au fait qu'il a laissé une œuvre considérable, de plus de 100 000 pages écrites, que sa veuve a vendues dès 1914 au département de philosophie de l'université Harvard, mais qui n'a été exploitée systématiquement qu'assez tard.
Concernant cette reconnaissance tardive, Bertrand Russell écrit en 1959,« Il ne fait aucun doute […] qu'il fut un des esprits les plus originaux du dix-neuvième siècle, et certainement le plus important penseur américain qu'il y eut. » (Les Principia Mathematica de Russell, publiés entre 1910 et 1913, ne mentionnent pas Peirce car ses œuvres ne sont publiées qu'à partir de 1976). Alfred North Whitehead, lorsqu'il lit des manuscrits non publiés de Peirce peu après son arrivée à Harvard en 1924, est surpris de la façon dont Peirce avait anticipé sa propre pensée du process (sur Peirce et la théologie du process, voir Lowe 1964). Peirce a également contribué à l'astronomie. Karl Popper voyait Peirce « comme un des plus grands philosophes de tous les temps. » S'il n'est reconnu que tardivement, ses grands contemporains William James et Josiah Royce expriment leur admiration et Cassius Jackson Keyser de l'Université de Columbia et C. K. Ogden le tiennent en haute estime.

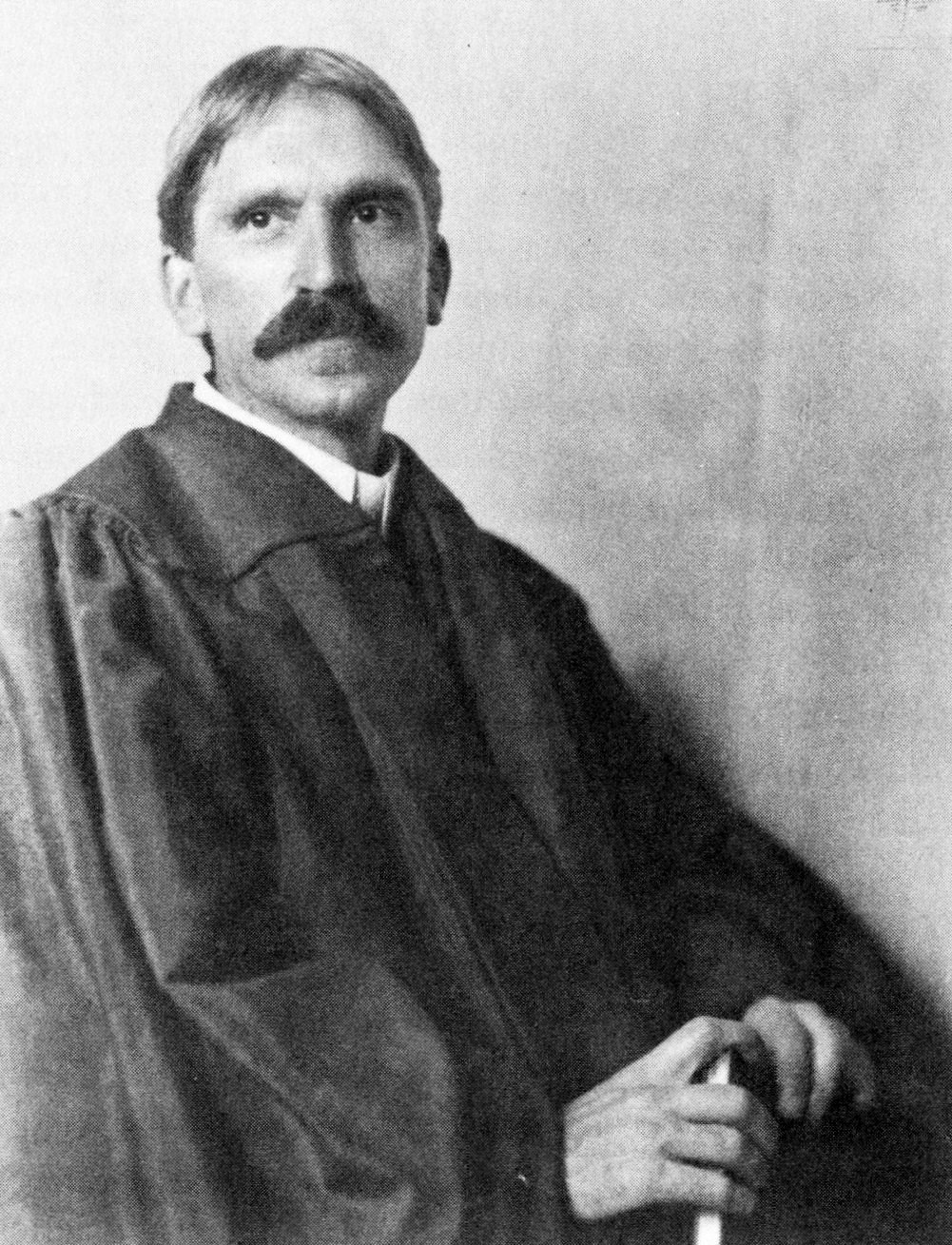
John Dewey, un philosophe pragmatiste influencé par Peirce.

Le premier chercheur qui entreprend une étude universitaire de Peirce est un étudiant de Josiah Royce, Morris Raphael Cohen, qui édite une anthologie des œuvres de Peirce sous le titre de Chance, Love, and Logic (1923). Il est aussi l'auteur de la première bibliographie des écrits de Peirce. John Dewey, élève de Peirce à Johns Hopkins, fait fréquemment référence à Peirce dans ses écrits à partir de 1916. En 1938, il publie Logic: The Theory of Inquiry, un ouvrage très influencé par Peirce. La publication des premiers six volumes des Collected Papers (1931–35), rendue possible par une collecte de fonds organisée par Cohen, ne débouche pas rapidement sur des études sur Peirce car les éditeurs Charles Hartshorne et Paul Weiss ne se spécialisèrent pas dans l'étude de Peirce[réf. nécessaire]. Les premiers travaux incluent une monographie par Buchler (1939), Feibleman (1946), et T. A. Goudge (1950), la thèse de 1941 d'Arthur W. Burks qui édita les volumes 7 et 8 des Collected papers, les études éditées par Wiener et Young (1952). La Charles S. Peirce Society fut fondée en 1946. Ses Transactions, un trimestriel académique spécialisé sur Peirce, le pragmatisme et la philosophie américaine paraissent dès 1965.
En 1949, tandis qu'elle faisait du classement d'archives dans le sous-sol de la bibliothèque Widener d'Harvard, l'historienne des mathématiques Carolyn Eisele (1902–2000) tombe sur une lettre autographe de Peirce. Ainsi commencent 40 ans de recherche sur Peirce, le mathématicien et le scientifique, qui culminèrent avec Eisele (1976, 1979, 1985). Autour de 1960, le philosophe et historien des idées Max Fisch (1900–1995) commença à se consacrer à Peirce et devint une autorité dans ce domaine. En 1980 commence à paraître une édition complète et chronologique des écrits de Charles Peirce dans le cadre du Peirce Project de l'université Purdue d'Indianapolis. Dans ce cadre, huit volumes sont déjà parus sur un total envisagé de trente.
Peirce a maintenant gagné une reconnaissance posthume internationale avec de nombreux centres de recherche universitaires dévolus à Peirce et au pragmatisme : au Brésil (CeneP/CIEP), en Finlande (HPRC, en Allemagne (Wirth's group, Hoffman's and Otte's group, et le groupe Deuser & Härles group), en France (l'IRSCE), en Espagne (GEP), ainsi qu'en (CSP). Ses écrits ont été traduits dans plusieurs langues dont l'allemand, le français, le finnois, l'espagnol le suédois. De nombreuses universités possèdent des centres dédiés, notamment l'université de Toronto, l'Université du Québec à Montréal et l'université Purdue dans l'Indiana où est situé le Peirce Edition Project.

« Actuellement les idées de Peirce suscitent un intérêt considérable chez les chercheurs, bien au-delà du cercle de la philosophie académique. Cet intérêt vient tant de l'industrie que des affaires ou de la technologie ou des organisations dédiées aux savoirs. Il en est résulté un nombre substantiel d'agences, d'instituts, d'affaires et de laboratoires dans lesquels des recherches sont entreprises de façon déterminée à la fois sur les concepts de Peirce et sur leur développement. »

## Philosophie
« Il n'est pas assez perçu que la carrière de Peirce fut celle d'un scientifique, pas d'un philosophe : de son vivant, il fut connu et apprécié principalement comme un scientifique, seulement de façon secondaire comme un logicien et pratiquement pas du tout comme un philosophe. Son travail philosophique même ne fut pas compris jusqu'à ce qu'il devienne une prémisse permanente des études sur Peirce. »

— Max Fisch 1964, p. 486
Peirce a été un philosophe professionnel seulement pendant les cinq ans où il a donné des conférences à Johns-Hopkins. Il a appris la philosophie principalement en lisant chaque jour quelques pages de la Critique de la raison pure de Kant dans le texte original en allemand alors qu'il était en premier cycle à Harvard. Ses écrits portent sur un large champ de disciplines : mathématique, logique, philosophie, statistique, astronomie, métrologie, géodésie, psychologie expérimentale, économie, linguistique, et l'histoire de la philosophie des sciences.
La philosophie de Peirce repose sur trois piliers : croyance en une vérité immuable, à la fois indépendante de l'opinion actuelle (faillibilisme) et accessible (pas de scepticisme radical), croyance en la logique comme sémiotique formelle sur les signes et les arguments, et croyance en l'enquête, qui inclut le pragmatisme et la méthode scientifique. Dans son œuvre, faillibilisme et pragmatisme peuvent être vus un peu comme scepticisme et positivisme chez d'autres philosophes. Cependant, pour Peirce, le faillibilisme, est contrebalancé par un pragmatisme antisceptique, qui forme la base dans la croyance en un hasard absolu et dans la continuité, et son pragmatisme renvoie à une croyance anti-nominaliste de la réalité (CP 5.453–7).
Pour Peirce, tout d'abord, la philosophie, qu'il appelle aussi cenoscopy, est moins basique que les mathématiques et plus basique que les sciences de la nature et de l'esprit. Elle étudie les phénomènes positifs en général, les phénomènes accessibles à une personne en état d'éveil, et ne traite pas les questions en recourant à des expériences spéciales. Il classe, divise la philosophie en (1) phénoménologie (qu'il appelle aussi phaneroscopy ou categorics), (2) sciences normatives (esthétique, éthique et logique), et (3) métaphysique. Ces idées seront discutées plus loin.

### Théorie des catégories
Le 14 mai 1867, Peirce, âgé de 27 ans, présente une communication intitulée : On a New List of Categories à l'Académie américaine des arts et des sciences, qui la publie l'année suivante. L'article esquissait une théorie de la « prédication » incluant trois catégories universelles, que Peirce a développées à la suite de ses lectures d'Aristote, Kant, et Hegel, catégories que Peirce emploie ensuite constamment dans son œuvre. Les spécialistes de Peirce voient généralement cette « Nouvelle liste » comme le socle de l'architectonique, le fondement de sa philosophie pragmatique. Dans ces catégories, il est possible de discerner les trois niveaux de clarté de How to Make Our Ideas Clear (son papier fondamental de 1878 sur le pragmatisme).
On a New List of Categories est court, dense, difficile à résumer. La table suivante est établie à partir d'elle et de travaux ultérieurs. En 1893, Peirce la reprenait pour une audience plus large.
| Nom:                     | Typical characterizaton:                 | As universe of experience:  | As quantity:                       | Technical definition:                                                | Valence, "adicity":                                                               |
| ------------------------ | ---------------------------------------- | --------------------------- | ---------------------------------- | -------------------------------------------------------------------- | --------------------------------------------------------------------------------- |
| Priméité (Firstness).    | Quality of feeling.                      | Ideas, chance, possibility. | Vagueness, "some".                 | Reference to a ground (a ground is a pure abstraction of a quality). | Essentially monadic (the quale, in the sense of the such, which has the quality). |
| Secondéité (Secondness). | Reaction, resistance, (dyadic) relation. | Brute facts, actuality.     | Singularity, discreteness, “this”. | Reference to a correlate (by its relate).                            | Essentially dyadic (the relate and the correlate).                                |
| Tiercéité (Thirdness).   | Representation, mediation.               | Habits, laws, necessity.    | Generality, continuity, "all".     | Reference to an interpretant*.                                       | Essentially triadic (sign, object, interpretant*).                                |

 *Note : Un interprétant est une interprétation (humaine ou autre), au sens de la production d'un processus interprétatif.
Les catégories ont été explicitées dans le formalisme de la théorie mathématiques des catégories, ce qui permet d'organiser les différentes classes de signes dans une structure d'ordre (treillis des classes de signe).

### Esthétique et éthique
Peirce n'a pas écrit beaucoup sur l'esthétique et l'éthique ; mais il en vient vers 1902 à considérer que l'esthétique, l'éthique et la logique dans cet ordre constituaient la science normative. Il caractérisait l'esthétique comme l'étude du bien (vu comme admirable) et, par là, la fin de toute conduite et pensée.

## Pragmatisme
- Illustrations of the Logic of Science (1877–78): 
inquiry, pragmatism, statistics, inference

1. The Fixation of Belief (1877)
2. How to Make Our Ideas Clear (1878)
3. The Doctrine of Chances (1878)
4. The Probability of Induction (1878)
5. The Order of Nature (1878)
6. Deduction, Induction, and Hypothesis (1878)

- The Harvard lectures on pragmatism (1903)
- What Pragmatism Is (1905)
- Issues of Pragmaticism (1905)
- Pragmatism (1907 MS in EP 2)

La recette de Peirce de la pensée pragmatique, qu'il appelait pragmatisme et plus tard pragmaticisme est synthétisée dans ce qu'on appelle la maxime pragmatique :

« Considérer quels sont les effets pratiques que nous pensons pouvoir être produits par l'objet de notre conception. La conception de tous ces effets est la conception complète de l'objet »

Comme mouvement, le pragmatisme commence au début de 1870 par des discussions entre Peirce, William James, et d'autres membres du Club métaphysique. James considère les articles de Peirce tel que The Fixation of Belief (1877) et spécialement How to Make Our Ideas Clear (1878) comme des fondements du pragmatisme. Peirce (CP 5.11–12), comme James (Pragmatism: A New Name for Some Old Ways of Thinking, 1907), voyait le pragmatisme comme incorporant les attitudes familières, en philosophie et ailleurs, de façon à élaborer une nouvelle forme de délibération pour penser de façon féconde les problèmes. Peirce est plus rationnel et réaliste que James et le jeune John Dewey. En 1905, il invente le terme pragmaticisme de façon à être plus près de la définition originale et à éviter de galvauder le terme comme le faisaient les journalistes. Dans un manuscrit de 1906, il cite aussi comme raison pour le changement de nom ses divergences avec James et Schiller. Pour Peirce dans tous les cas la vérité est immuable, infinie et réelle ce qui le différencie des autres pragmatistes qui sont plus pluralistes. Toutefois sur d'autres points il demeure allié avec eux.
Une idée fondamentale du pragmatisme est que la croyance est ce qui prépare l'individu à agir. Le pragmatisme de Peirce est une méthode de clarification des conceptions des objets. Il lie chaque conception d'un objet à une conception de ce que les effets concevables de l'objet impliquent pour une pratique informée. C'est une méthode pour sortir des confusions conceptuelles occasionnées par exemple, par des distinctions formelles qui n'ont pas de différences pratiques. Pour lui, tant le pragmatisme que la statistique font partie de la logique scientifique, comme en témoigne sa série d'articles sur les Illustrations of the Logic of Science. Dans How to Make Our Ideas Clear, Peirce distingue trois niveaux de clarté des conceptions :
1. Clarté des conceptions familières et souvent utilisées même si non analysées et non développées.
2. Clarté des conceptions en vertu de la clarté de leurs parties, c'est-à-dire de ce que les logiciens appellent des idées « distincte », qui sont clarifiées par l'analyse de ce qui les rend applicables. Ailleurs, faisant écho à Kant; Peirce appelle pareilles idées nominales (CP 5.553).
3. Clarté en vertu de la clarté des implications pratiques concevables des effets conçus de l'objet. Ici, il introduit ce qu'il appellera la maxime pragmatique.

Pour donner un exemple de la façon de clarifier une conception, il prend les conceptions de vérité et de réalité comme questions sur les présuppositions du raisonnement. Dans les clartés du second niveau (nominales) il définit la vérité comme un signe correspondant à son objet et la réalité comme l'objet d'une telle correspondance de sorte que la vérité et la réalité sont indépendantes de ce que vous ou moi ou une communauté de chercheurs pensent. Après cette étape nécessaire mais limitée la clarté du troisième degré (le degré pragmatique, orienté vers la pratique) il définit la vérité comme ce que l'opinion voudrait atteindre, tôt ou tard, mais inévitablement, par des recherches menées assez loin de telle sorte que la réalité dépende de l'opinion finale idéale- une dépendance à laquelle il appelle en terme théorique ailleurs, par exemple pour la validité de long terme de la règle de l'induction. Peirce avance que même pour s'opposer à l'indépendance et à la découverte de la vérité et de la réalité il faut présupposer qu'il y a une vérité.
Peirce dit que la signification de la conception consiste dans « tout mode général de conduite rationnelle » impliquée par l'acceptation de la conception — c'est-à-dire que « si nous acceptons d'abord la conception comme vraie alors pourrons-nous concevoir pour être conséquent un mode général de conduite rationnelle pour tous ceux qui acceptent la conception comme vraie ? » —. Le tout des conséquences d'un mode général est la signification du tout. Son pragmatisme n'est pas équivalent à une signification de la conception. Sa prétention intellectuelle avec le coût ou le bénéfice, conçu de la conception elle-même comme un même hors de la perspective d'être vrai, puisque la conception est générale, sa signification n'égale aucun jeu de conséquences actuelle ni ne corrobore ou infirme la conception ou sa valeur. Son pragmatisme n'a pas de ressemblance avec le pragmatisme "vulgaire" qui de façon trompeuse signifie une rude et machiavelienne recherche d'avantage politique. Au contraire, la maxime pragmatique est au cœur du pragmatisme comme une méthode d'expérimentation mentale menant à une conception en termes de circonstances de confirmation ou d'infirmation - une méthode favorable à la formation d'hypothèses exploratoires conduisant à l'usage de la vérification.
Le pragmatisme de Peirce comme méthode et théorie des définitions et de la clarté conceptuelle est une partie de la théorie de l'enquête, qu'il appelle de différentes façons: spéculative, générale, formelle ou rhétorique universelle ou simplement méthodique. Il applique son pragmatisme comme une méthode dans toute son œuvre.

### Théorie de l'enquête

#### Sens Commun critique
Le sens commun critique est pour Peirce une conséquence du pragmatisme. C'est un mélange du sens commun à la Thomas Reid dans lequel la croyance précède la connaissance et le faillibilisme de Peirce, pour qui les propositions plus ou moins vagues du sens commun doivent être remplacées par des « propositions générales, moins afin de les réfuter que pour les contrôler logiquement ».

#### Les quatre méthodes d'enquêtes
Dans « The Fixation of Belief » (1877), Peirce pense l'enquête non comme une poursuite de la vérité en soi « per se » mais, comme un combat pour passer du doute irritant et inhibiteur à la sécurité d'une croyance qui prépare à un acte. Chez Peirce, la croyance est à la fois une « règle active en nous » et une « habitude intelligente d'après laquelle nous agirons quand l'occasion se présentera ». De façon synthétique, pour lui, « une véritable croyance ou opinion est quelque chose sur la base de quoi un homme est prêt à agir : c'est par conséquent en un sens général, une habitude ». La trame de l'enquête scientifique chez Peirce réside dans le doute, mais il ne s'agit pas d'un doute radical à la Descartes mais d'un doute au sens d'une expérience qui vient rompre la confiance paisible que nous avions dans une croyance. Peirce distingue quatre méthodes d'enquête (Claudine Tiercelin parle de « quatre méthodes de fixation de la croyance »). Pierce tient les trois premières méthodes pour spécieuses et les réfute.
1. La méthode dite de la ténacité — Si pour Peirce on peut admirer dans cette méthode sa « force, sa simplicité, son caractère direct »[54], nous devons aussi constater qu'elle conduit à ignorer les informations contraires ce qui crée des tensions contre lesquelles la ténacité ne pourra résister[53].
2. La méthode dite de l'autorité — Dans ce cas, l'État aura un rôle d'endoctrinement. Si cette méthode peut être redoutable néanmoins elle ne peut pourvoir à toutes les questions et empêcher les individus de penser, de comparer avec ce qui se fait ailleurs[53].
3. La méthode dite a priori ou de ce qui est agréable à la raison. Dans ce cas la vérité de croyance dépend de son caractère agréable. Si cette méthode est plus intellectuellement respectable que les deux autres néanmoins elle fait dépendre les croyances d'éléments capricieux et accidentel au sens aristotélicien[53].
4. La méthode dite de la science — Dans ce cas l'enquête suppose qu'il est possible de découvrir la réalité (Claudine Tiercelin appelle cela « l'hypothèse de la réalité » de sorte qu'à la différence des autres méthodes, l'enquête scientifique peut invalider la croyance ou la critiquer, la corriger et l'améliorer).

Peirce tient que si dans les affaires pratiques la lente et hésitante ratiocination est dangereusement inférieure à l'instinct ou à un réflexe traditionnel, la méthode scientifique est plus adaptée à la recherche théorique où elle est supérieure aux autres car elle est délibérément conçue pour tenter d'arriver à des croyances plus sûres qui peuvent conduire à des pratiques meilleures.

#### Méthode scientifique
Peirce adopte une méthode qui n'est ni totalement hypothético-déductive à partir de vérité évidente ni totalement inductive (empirisme). En effet, à ces deux éléments qu'il revisite il ajoute l'abduction (épistémologie) :
1. Phase d'abduction. Pour Pierce, toute enquête qu'elle porte sur les idées, les faits bruts, les normes ou les lois est provoquée par une observation surprenante. La structure du raisonnement abductif est du type « Le fait surprenant C est observé ; mais si A était vrai, C irait de soi ; il y a donc des raisons de soupçonner que A soit vrai »[57] En 1903 Peirce nommait le pragmatisme, la « logique de l'abduction »[58] et souligne son efficacité. En effet, elle présente au moins deux avantages : elle est « la seule espèce de raisonnement susceptible d'introduire des idées nouvelles »[57], et elle pousse à tester sa plausibilité de façon économique.
2. Phase de déduction avec deux étapes :
  1. Explicative. À partir de prémisses peu claires la déduction peut permettre de rendre certaines parties des prémisses plus claires.
  2. Démonstrative. À partir de prémisses vraies on peut tirer des conclusions vraies grâce à un raisonnement logique[59].
3. Phase d'induction. Pour Peirce « l'induction désigne plutôt la mise à l'épreuve des hypothèses, que celle-ci se termine par une confirmation ou une réfutation » alors qu'usuellement elle vise à confirmer l'hypothèse[60].

#### Contre le cartésianisme
Peirce tire les implications méthodologiques des quatre incapacités — pas de véritable introspection, pas d'intuition dans le sens d'une cognition sans inférence, pas de pensée du signe et pas de conception de l'absolument inconcevable — pour attaquer le cartésianisme,, dont il énonce et critique certains principes et conséquences comme suit :
1. « la philosophie doit commencer avec le doute universel » — alors qu'en fait nous partons avec des préconceptions, « les préjugés qui ne nous arrivent pas peuvent être questionnés bien que nous puissions trouver des raisons de les interroger plus tard ». « Nous ne prétendons pas douter en philosophie parce que nous ne doutons pas dans nos cœurs. » ;
2. « le test ultime de certitude est … la conscience individuelle » — Alors qu'en science, une théorie reste à prouver jusqu'à ce qu'un accord soit trouvé et qu'il n'y ait plus de personnes qui doutent. Quand des « esprits candides et disciplinés » continuent à s'opposer à une théorie même l'auteur de la théorie doit sentir le doute ;
3. il se fie « à un fil d'inférence dépendant souvent de prémisses peu évidentes » — Quand, à rebours, la philosophie comme « les sciences qui connaissent le succès » procède seulement à partir de prémisses tangibles, vérifiables et ne se fie pas à un argument, mais à la « multitude et variété des arguments » qui forment non pas une chaîne au moins aussi faible que son élément le plus faible, mais à un « câble dont les fibres » sont « suffisamment nombreuses et intimement collectées » ;
4. il rend plusieurs faits « absolument inexplicables à moins que dire que Dieu les a fait ainsi soit vu comme une explication » — quand, en fait, la philosophie doit éviter de devenir sans idéal[63], ne croyant pas que quelque chose de réel peut défier toute idée possible et supposant inévitablement « quelques fins ultimes absolument inexplicables et inanalysables ».

## Travaux

### La métaphysique
Peirce refuse la métaphysique ontologique du passé, qui prétend décrire le monde indépendamment de toute expérience et de toute intelligence empirique. Il conserve pourtant une place pour une métaphysique scientifique, essentiellement descriptive et généralisatrice. Cette discipline permet de décrire les trois aspects de toute réalité quotidienne : sa pure possibilité (ou priméité, firstness) ; sa réalisation effective (ou sécondéité, secondness) ; et la règle qui la gouverne (ou tiercéité, thirdness). Toute existence est duale, car elle implique action et réaction. Mais elle présuppose sa possibilité formelle : la priméité est donc inaccessible en elle-même, elle ne peut être saisie qu'à travers des existants. Pourtant, l'existence n'explique pas totalement un objet, car tout objet n'existe qu'en fonction d'une série à laquelle il appartient : cette montre n'existe qu'en vertu du principe de la mesure de la durée, incarné dans toutes les montres. Une loi, une règle, un principe abstrait, un symbole, une idée générale ou, bref, une tiercéité doit toujours être considérée lorsqu'il s'agit de décrire ou d'expliquer ce qu'est un objet quelconque.
Peirce défend aussi une cosmologie évolutionnaire, généralisant la leçon de Darwin, où son réalisme apparaît compatible avec un certain idéalisme. De fait, pour lui, tout processus est le résultat simultané d'une pensée régulatrice et d'une matière. La matière représente l'existence, mais la pensée du « quasi-esprit » du monde représente la finalité et la signification des processus. Ainsi l'univers est-il un immense continuum, où les séparations ne sont que des abstractions temporaires. Cependant les lois qui régissent l'univers ne sont pas déterministes. Le hasard est réel et se reflète dans l'utilisation des probabilités en science. L'univers est un processus indéterminé, bien que régi par des lois. L'univers est évolutionnaire. Il nomme cette conception, le tychisme.

### La sémiotique ou théorie du sens
(décembre 2018).
 (décembre 2018).
Si vous disposez d'ouvrages ou d'articles de référence ou si vous connaissez des sites web de qualité traitant du thème abordé ici, merci de compléter l'article en donnant les références utiles à sa vérifiabilité et en les liant à la section « Notes et références ».
Toute pensée s'effectue à l'aide de signes. Un signe est une triade : un représentamen (signe matériel) dénote un objet (un objet de pensée) grâce à un interprétant (une représentation mentale de la relation entre le représentamen et l'objet). Le représentamen est premier (une pure possibilité de signifier), l'objet est second (ce qui existe et dont on parle), mais ce processus s'effectue en vertu d'un interprétant (un troisième qui dynamise la relation de signification). L'interprétant est aussi un signe susceptible d'être à nouveau interprété, ainsi indéfiniment. Je vous parle d'un chien. Le mot « chien » est le représentamen, l'objet est ce qui est désigné par ce mot, et le premier interprétant est la définition que nous partageons de ce mot : le concept de chien. Ce premier rapport, Peirce le nomme le fondement (ground) du signe. Mais le processus sémiotique continue, car à partir de ce signe il est possible que je me représente mentalement un certain chien, dont je vous parle ensuite, faisant naître en votre esprit d'autres interprétants et ce jusqu’à l'épuisement réel du processus d'échange (ou de la pensée, qui est un dialogue avec soi-même). Penser et signifier sont donc le même processus vu sous deux angles différents. Ce processus se nomme la sémiosis.
Les signes se distinguent d'abord en qualisigne (la pure possibilité du signe), sinsigne (ce signe-là) et légisigne (la loi qui régit la grammaire du signe).
Puis, sur le plan du lien entre le signe et l'objet, Pierce distingue l'icône, l'indice et le symbole. L'icône est un signe qui a une ressemblance avec l'objet, par exemple un échantillon de tissu. L'indice est un signe qui est réellement affecté par l'objet ; la relation peut être en chaîne. Le symbole est un signe qui se réfère à un objet en vertu d'une loi, telle qu'une association d'idées ; le symbole n'est relié à son objet que par l'interprétant. Un poème, la signature d'un document légal, un nom commun sont des symboles,.
Enfin, sur le plan pratique, on aura le rhème (un nom, un verbe, un adjectif), le dicisigne (une proposition verbale ou visuelle, par exemple) et l'argument (une règle d'inférence). Toute pensée ou signification aboutit donc à une inférence, à un raisonnement élémentaire.
Revenant à la théorie logique, Peirce distingue les abductions (abduction : inférence qui mène à la découverte d'une hypothèse plausible), les inductions (induction: raisonnement statistique) et les déductions (déduction: raisonnement parfaitement logique où de prémisses vraies on tire une conclusion certaine). Les trois formes de l'inférence jouent un rôle important dans la découverte et la justification scientifique. C'est par l'inférence que le symbole acquiert sa pleine force en menant à un jugement.
Les énoncés du premier type n'établissent que l'existence d'un sujet de relation : « x » existe (priméité). Les énoncés du deuxième type établissent une relation à deux termes: « Claude aime Louis » ("x" entretient la relation « aimer » avec « y »; secondéité). Mais il faut aussi considérer les relations à trois termes, comme dans « Julie donne un verre de vin à Claudine » ("x" entretient la relation « donner… » « z » « à… » « y »; tiercéité). Ainsi, Peirce reproche-t-il à Kant de s'être arrêté aux seules catégories et d'avoir négligé l'élément le plus important de la pensée : l'établissement du jugement à travers les inférences.
Ce formalisme permet de penser une multitude de phénomènes de pensée et de signification, de l'expression artistique à la démonstration d'un théorème, de l'analyse d'un circuit informatique à la communication quotidienne, de l'établissement d'un diagnostic médical à l'expérience esthétique ou éthique. Son formalisme logique est le garant de sa généralité. La position de médiateur de l'interprétant permet de dépasser les conceptions statiques et dualistes de l'empirisme, mais la place de l'objet ancre fermement son concept dans l'expérience pratique, dans l'habitude de pensée et surtout dans le processus de changement des croyances, qui ne sont rien d'autre que des habitudes de pensée.
La philosophie de Peirce trouve son plus grand achèvement dans sa sémiotique, car « l'homme est un signe » écrit-il à la fin de sa vie. Dans la mesure où il n'y a pas de pensée sans signe, dans la mesure où « l'intelligence est une action finalisée », la théorie sémiotique permet de répondre à la grande question kantienne, ou du moins d'indiquer une direction pour la réponse à cette question : « qu'est-ce que l'homme ? ». Pour Peirce, avant beaucoup d'autres, l'être humain est un animal symbolique. Sa caractéristique propre est l'intelligence, c'est-à-dire l'action réfléchie, où il fait œuvre de lui-même en signifiant. En donnant un sens à sa vie à travers différents univers symboliques, l'être humain accomplit et dépasse sa forme de sujet en devenant créateur et interprète de ses signes et des signes qu'il découvre dans le monde. Il ne peut faire cela que dans la mesure où il est congénitalement un être social et historique. Car la pensée comme la signification sont des processus communautaires et non des processus que le prétendu penseur accomplirait seul « dans sa tête ».

### Œuvre logique
Peirce a apporté une importante contribution à l'avancement de la logique. Les philosophes H. Putnam et Quine ont reconnu cette importance à de multiples reprises. On considère Peirce comme l'un des pionniers de la logique des relations, à égalité avec Frege. On lui doit aussi une tentative originale de logique graphique, dont l'idée est liée à sa philosophie sémiotique. Son fondement était de poser des règles graphiques qui, même si elles alourdissaient la construction du graphique, faciliteraient en revanche l'inférence. Ses travaux ont été repris par différents logiciens (Shin[Qui ?] actuellement). C'est lui qui, le premier, a eu l'idée de table de vérité.

### Continuité
Continuité et synéchisme sont centraux dans la philosophie de Peirce : « Je ne pensais pas au début que c'était, comme je m'en suis graduellement rendu compte, la clef maîtresse de la philosophie ».
Du point de vue mathématique, il a défendu l'infinitésimal et travaillé sur les mathématiques du continu. Il soutient que le continu des nombres réels est un pseudo-continuum, qu'un continuum véritable est le véritable sujet de l'analysis situs (topologie) ; et que le continu véritable des instants dépasse — et à l'intérieur de n'importe quelle étendue de temps — n'importe quel nombre Aleph d'instants (n'importe quelle multitude infinie comme il l'appelle).
En 1908, Peirce écrit qu'il a trouvé qu'un continuum véritable peut avoir ou non de la place pour une telle multitude infinie. Jérôme Havenel (2008): It is on May 26, 1908, that Peirce finally gave up his idea that in every continuum there is room for whatever collection of any multitude. From now on, there are different kinds of continua, which have different properties.

## Influences et critiques
Peirce est vu comme un précurseur de Karl Popper et a directement inspiré les œuvres de William James et de John Dewey. Plus près de nous, son influence est marquante sur Quine et surtout sur Hilary Putnam. En sémiotique, son influence est importante, exemplairement chez des penseurs comme Umberto Eco et John Deely. Le pragmatiste relativiste, Richard Rorty, rejette quant à lui sa métaphysique et son scientisme supposé.
La pensée de Peirce n'a été reconnue que bien après sa mort. Ses œuvres ne sont aisément accessibles que depuis quelques décennies, et pas en totalité. Son langage quelquefois obscur, ses nombreux néologismes et ses raccourcis sur diverses questions de logique rendent sa pensée difficile d'accès. L'absence d'œuvre intégratrice et le dynamisme de sa démarche (du nominalisme de sa jeunesse au réalisme communautaire de sa maturité) rendent la compréhension de sa pensée très ardue. Seulement une très petite partie de ses écrits a été traduite en français. En France, la philosophe et professeur au Collège de France Claudine Tiercelin contribue à la diffusion de sa pensée.
On l'appelait autrefois l'« Aristote américain » en raison de sa démarche analytique et de son encyclopédisme. Certains manuscrits longtemps ignorés nous permettent maintenant de mieux comprendre sa philosophie novatrice, qui restera la première grande contribution, après celles de Ralph Waldo Emerson (1803-1882) et Henry David Thoreau (1817-1862), à l'histoire de la philosophie enracinée, dans sa lettre et dans son esprit, sur le continent américain.

## Publications
- (en) C. S. Peirce, Collected Papers, Cambridge, Harvard University Press, 1931-1935.
- Écrits sur le signe (trad. Gérard Deledalle), Paris, Seuil, coll. « L’ordre philosophique », 1978.
- Textes anti-cartésiens (trad. J. Chenu), Paris, Aubier, 1984, introduction et traduction des trois articles de 1868 et des deux articles de 1877-78.
- À la recherche d’une méthode (trad. Gérard Deledalle), Théétète, 1993, recueil de textes traduits.
- Charles Sanders Peirce (trad. Christiane Chauviré, Pierre Thibaud et Claudine Tiercelin), Le Raisonnement et la logique des choses : les conférences de Cambridge, 1898, Paris, Cerf, 1995
- J.M. Baldwin, Dictionnaire, Paris, Champ social, 2007, « Textes Logiques ».
- Édition des œuvres de C.S. Peirce sous la direction de Claudine Tiercelin et Pierre Thibaud aux éditions du Cerf. Trois volumes :

1. Pragmatisme et pragmaticisme, 2002.
2. Pragmatismes et sciences normatives, 2003.
3. Écrits logiques, 2006.

- The New Elements of Mathematics, La Haye, Mouton, publiés par Carolyn Eisele :
  - Volume I. Arithmetic, 1976 260 p.  (ISBN 90-279-3174-7)
  - Volume II. Algebra and Geometry, 1979, 672 p.  (ISBN 90-279-3025-2).
  - Volumes III/1 et III/2. Mathematical Miscellanea, 2 vol., 1976  (ISBN 0-391-00641-X)
  - Volume IV. Mathematical Philosophy, 1976, 393 p.  (ISBN 0-391-00642-8).